# 1369 en santé et médecine
| Années de la santé et de la médecine : 1366 - 1367 - 1368 - 1369 - 1370 - 1371 - 1372    |
| Décennies de la santé et de la médecine : 1330 - 1340 - 1350 - 1360 - 1370 - 1380 - 1390 |

Cet article présente les faits marquants de l'année 1369 en santé et médecine.

## Événements
- Mai : le pape Urbain V confirme le statut de studium generale accordé par le roi Charles V en 1364 aux écoles d'Angers, ces deux actes pouvant être tenus pour fondateurs de l'université d'Angers, institution réservée à l'origine à l'enseignement du droit et où celui de la médecine, probablement dispensé avant même le début du XVe siècle[1], ne sera érigé officiellement en faculté de médecine qu'en 1432-1433 par le pape Eugène IV[2].
- 23 juin : une charte de Louis Thézart, évêque de Bayeux, précise et complète celle de 1366, par laquelle Jeanne Bacon a fondé l'hôtel-Dieu de Villers, en Normandie[3].
- 25 septembre : fondation à Montpellier, par le pape Urbain V, du collège de Mende, également appelé collège des Douze-Médecins[4].
- Le couvent de San Giovanni Battista de Venise se dote, sur l'île de la Giudecca, « d'un hospice pour vingt nécessiteux[5] ».
- 1367-1369 : fl. Guernot, barbier au service de Charles le Mauvais, en Navarre et en Normandie[6].

## Décès
- 17 mars[7] (ou après 1368[8]) : Ibn ʿAlī ibn H̱ātimaẗ (né vers 1300[7] à Almería), poète et médecin arabo-andalou, auteur du Taḥṣīl ġaraḍ al-qāṣid fī tafṣīl al-maraḍ al-wāfid (« Réponse à la demande de qui désire étudier la maladie venue d'ailleurs »), important témoignage sur la peste noire en Espagne musulmane[8].
- Laurent Daubiart (date de naissance inconnue), médecin des papes d'Avignon Clément VI et Innocent VI, qui fut évêque de Vaison puis responsable du diocèse de Tulle[9].